# Berufsgenossenschaft Energie Textil Elektro Medienerzeugnisse

Logo der BG ETEM

Die Berufsgenossenschaft Energie Textil Elektro Medienerzeugnisse (BG ETEM) ist eine gewerbliche Berufsgenossenschaft in Deutschland und somit Träger der gesetzlichen Unfallversicherung. Die BG ETEM ist für 3,8 Millionen Versicherte in gut 200.000 Unternehmen aus den Bereichen Elektroindustrie und Elektrohandwerk, Feinmechanik, Energie- und Wasserwirtschaft, Textile Branchen und Schuhe sowie Druck und Papierverarbeitung zuständig.
Sitz der Berufsgenossenschaft ist Köln. In vielen Bundesländern bestehen Bezirksverwaltungen der BG ETEM.

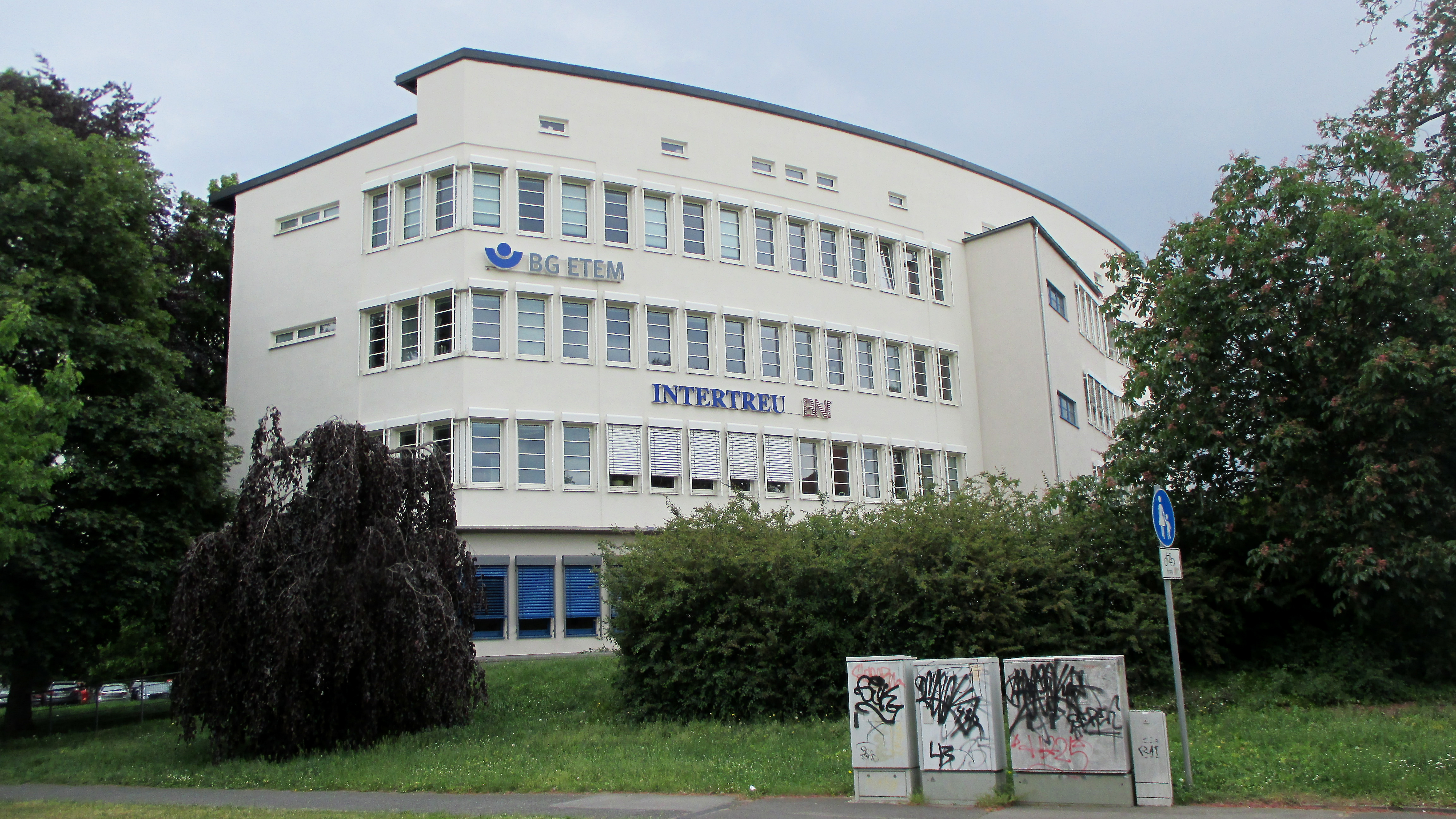
BG ETEM – Dresden

Die BG ETEM vergibt alle zwei Jahre den Präventionspreis Arbeits- und Gesundheitsschutz der BG ETEM.
Die BG ETEM gehört zu den Berufsgenossenschaften, bei denen auch der Unternehmer/Arbeitgeber in der Unfallversicherungspflicht ist.

## Branchen der BG ETEM
- Energieversorgungsunternehmen
- Betriebe der Gas-, Fernwärme- und Wasserversorgung sowie Abwasserentsorgung
- Betriebe für elektrotechnische, feinmechanische und augenoptische Erzeugnisse
- Mess-, Informations- und Medizintechnik
- Luft- und Raumfahrzeugtechnik
- Elektroinstallationsbetriebe
- Graveure, Goldschmiede, Uhrmacher
- Herstellung und Bearbeitung von Textilien, Bekleidung, Wäsche
- Herstellung von Schuhen
- Offset-, Sieb-, Tief- und Digitaldruck
- Grafik und Druckvorstufe
- Herstellung von Wellpappe, Kartonagen
- Fotografie und Bildjournalismus

## Institut für Strahlenschutz und Regionale Strahlenschutzzentren
Beim Institut für Strahlenschutz, das von der Berufsgenossenschaft Energie Textil Elektro Medienerzeugnisse gemeinsam mit der Berufsgenossenschaft Rohstoffe und chemische Industrie getragen wird, sind die Leistungen der Berufsgenossenschaften in Bezug auf den Strahlenschutz der Beschäftigten gebündelt. Insbesondere fragt die Berufsgenossenschaft gemäß § 170 Absatz 1 StrlSchG die beim Strahlenschutzregister des Bundesamts für Strahlenschutz über einzelne Beschäftigte gespeicherten Meldungen der Körperdosis ab, um deren Anspruch auf Leistungen der gesetzlichen Unfallversicherungen nach dem Auftreten etwaiger strahleninduzierter Erkrankungen zu prüfen.
Das Institut für Strahlenschutz trägt auch die acht regionalen Strahlenschutzzentren und koordiniert deren Tätigkeit. Dabei handelt es sich um Beratungsstellen, die bei Forschungseinrichtungen und Krankenhäusern angesiedelt sind und die Betriebe und deren Beschäftigte bei dortigen Vorkommnissen mit radioaktiven Stoffen und ionisierender Strahlung beraten.

## Geschichte
Die BG ETEM ist zum 1. Januar 2010 durch den Zusammenschluss der Berufsgenossenschaft Energie Textil Elektro mit der Berufsgenossenschaft Druck und Papierverarbeitung (BGDP) entstanden. Zuvor schlossen sich bereits zum 1. Januar 2008 die ehemalige Berufsgenossenschaft der Feinmechanik und Elektrotechnik (BGFE) mit der Textil- und Bekleidungs-Berufsgenossenschaft (TBBG) zur Berufsgenossenschaft Elektro Textil Feinmechanik (BG ETF) zusammen. Zum 1. April 2009 erfolgte eine weitere Fusion mit der Berufsgenossenschaft der Gas-, Fernwärme- und Wasserwirtschaft (BGFW) zur Berufsgenossenschaft Energie Textil Elektro (BG ETE).